# Dieudonné de Gozon
Dieudonné de Gozon (overleden: 1353) was van 1346 tot aan zijn dood de 27ste grootmeester van de Orde van Sint-Jan van Jeruzalem. Hij volgde in 1346 Hélion de Villeneuve op. Dieudonné was afkomstig uit een adellijke familie uit de Languedoc. Dieudonné droeg de bijnaam Extinctor Draconis, wat latijn is voor drakenslager.

## De Drakenslager
Het verhaal ging dat er op het eiland Rhodos, in de moerassen een draak leefde. Hij bleef in leven door het doden van het vee van de lokale boeren. Ondanks de orders van de vorige grootmeester, ging Dieudonné eropuit en versloeg de draak. De kop van het beest werd opgehangen boven een van de zeven poorten. Het hoofd was tot honderd jaar geleden te bekijken op Rhodos, tot een bioloog erop wees dat het de kop van een krokodil was.
In 1347 en 1348 bewees de grootmeester zijn dapperheid door met zijn leger Constantijn IV van Armenië te hulp te schieten tegen een aanval van de Egyptenaren. Hij stierf in 1353 en Pierre de Corneillan volgde hem op.